# Zádolí (Neveklov)
Zádolí (německy Sadol) je vesnice, část města Neveklov v okrese Benešov. Nachází se asi 2,5 km na jihozápad od Neveklova. V roce 2009 zde bylo evidováno 61 adres. Zádolí leží v katastrálním území Zádolí u Neveklova o rozloze 4,64 km². V katastrálním území Zádolí u Neveklova leží i Hůrka Kapinos, Spolí a Zárybnice.

## Historie
První písemná zmínka o vesnici pochází z roku 1788.
Za druhé světové války se ves stala součástí vojenského cvičiště Waffen-SS na Benešovsku a její obyvatelé se museli 31. prosince 1943 vystěhovat.